# Route 175 (Nouveau-Brunswick)
La route 175 est une route de 26,8 km (16,7 mi) dans le sud-ouest du Nouveau-Brunswick.

## Description du tracé
Le terminus ouest de la route est à l'intersection avec la route 176 et le prolongement de la route 785 à Pennfield, près de la sortie 60 de la route 1. Elle se dirige vers l'est en étant parallèle à la route 1, la croisant dans le premier tiers de son trajet. Elle longe la côte de la Baie de Fundy en passant par Pocologan, New River Beach et Lepreau, où elle prend fin au nord-est de la communauté à l'intersection avec la route 1.

## Histoire
La route 175 reprend l'ancien tracé de la route 1 entre Pennfield et Lepreau, tracé qui a été déplacé sur la nouvelle autoroute en octobre 2012.

## Intersections majeures
| Comté                 | Ville     | km    | Destinations                                                                      | Notes                                  |
| --------------------- | --------- | ----- | --------------------------------------------------------------------------------- | -------------------------------------- |
| Charlotte             | Pennfield | 0,00  | NB-176 / NB-785 vers NB-1 – Blacks Harbour, Lac Utopia, Saint-Jean, Saint-Stephen | La NB-175 ouest devient la NB-785 nord |
| Charlotte             | Pennfield | 8,30  | NB-1 – Saint-Jean, Saint-Stephen                                                  | Sortie 69 de la NB-1                   |
| Charlotte             | Lepreau   | 23,10 | NB-780 ouest (Chemin Old Saint-John)                                              | Terminus est de la NB-780              |
| Charlotte             | Lepreau   | 25,80 | NB-790 est – Maces Bay, Dipper Harbour                                            | Terminus ouest de la NB-790            |
| Charlotte             | Lepreau   | 26,80 | NB-1 – Saint-Jean, Saint-Stephen                                                  | Sortie 86 de la NB-1                   |
| - Transition de route |           |       |                                                                                   |                                        |